# 390-es évek
Évszázadok: 3. század – 4. század – 5. század
Évtizedek: 340-es évek – 350-es évek – 360-as évek – 370-es évek – 380-as évek – 390-es évek – 400-as évek – 410-es évek – 420-as évek – 430-as évek – 440-es évek
Évek: 390 391 392 393 394 395 396 397 398 399

## Események
- 391-ben I. Theodosius államvallássá teszi a kereszténységet, betiltja az olimpiai játékokat, bezáratja a Delphoi jósdát.
- 395. január 17-én meghal I. Theodosius császár, a Római Birodalom örökre kettészakad (Keletrómai Birodalom, Nyugatrómai Birodalom).
- 397-ben Gildo berber hadvezér nagyszabású felkelése Honorius császár ellen Africa provinciában.
- 399-ben Fa-hszien kínai buddhista történész megkezdi utazását Indiában.

## Híres személyek
- Sextus Aurelius Victor római politikus és történész